# Гагма-Занати
Гагма-Занати (груз. გაღმა ზანათი) — село в Грузии, на территории Абашского муниципалитета края (мхаре) Самегрело-Верхняя Сванетия.

## География
Село находится в западной части Грузии, на правом берегу реки Абаши, на расстоянии приблизительно 6 километров (по прямой) к западу от города Абаша, административного центра муниципалитета. Абсолютная высота — 16 метров над уровнем моря.

## Население
По результатам официальной переписи населения 2014 года в Гагма-Занати проживало 507 человек (258 мужчин и 249 женщин). В национальном составе грузины составляли 99,8 %.
| Год  | Население, человек |
| ---- | ------------------ |
| 2002 | 654                |
| 2014 | ↘ 507              |